# Most Kotlarski w Krakowie
Most Kotlarski – most w Krakowie na Wiśle, łączący Grzegórzki z Zabłociem, ulicami Kotlarską i Herlinga-Grudzińskiego.

## Konstrukcja i opis mostu
Most jest najdłuższym w Polsce mostem łukowym, bez podpory w nurcie rzeki.
Posiada dwie dwupasmowe jezdnie samochodowe, po obu stronach ścieżki rowerowe i chodniki dla pieszych oraz oddzielny pas pośrodku, przez który od 2010 roku przebiega trasa Krakowskiego Szybkiego Tramwaju.

Konstrukcję mostu stanowią 4 długie stalowe łuki spięte od spodu krótkimi łukami i wzmocnione z wierzchu 8 poprzecznymi żebrami. W podporze od strony Grzegórzek znajduje się taras. 

### Dane techniczne
- długość przęsła: 166 m
- szerokość: 36,8 m

## Historia
Most został zaprojektowany przez Witolda Gawłowskiego, przy współpracy z biurem architektonicznym MTWW. W 2009 roku za projekt obiektu architekt otrzymał tytuł krakowskiego Architekta Roku 2008 (według innego źródła projektant otrzymał tytuł architekta roku 1998). 
Obiekt wybudowany w latach 2000–2001 w ciągu „Trasy Kotlarskiej” na II Obwodnicy Krakowa usprawnił połączenie Podgórza ze Śródmieściem i odciążył ruch na ulicach Starowiślnej i Na Zjeździe oraz na moście Powstańców Śląskich.
W związku z budową mostu Kotlarskiego zostały zlikwidowane stacje kolejowe Kraków Wisła (po prawej stronie rzeki) oraz Kraków Grzegórzki (po lewej stronie). Po oficjalnym otwarciu mostu 8 grudnia 2001 zamknięto dla ruchu most Lajkonik 2, który stał nieopodal w górę rzeki.
Budowa mostu kosztowała 132,7 mln złotych. Wykonawcą był Mostostal Kraków S.A..
W 2021 roku na moście zostały przeprowadzone prace antykorozyjne oraz wymieniono uszkodzoną izolacjo-nawierzchnię chodników.

## Galeria

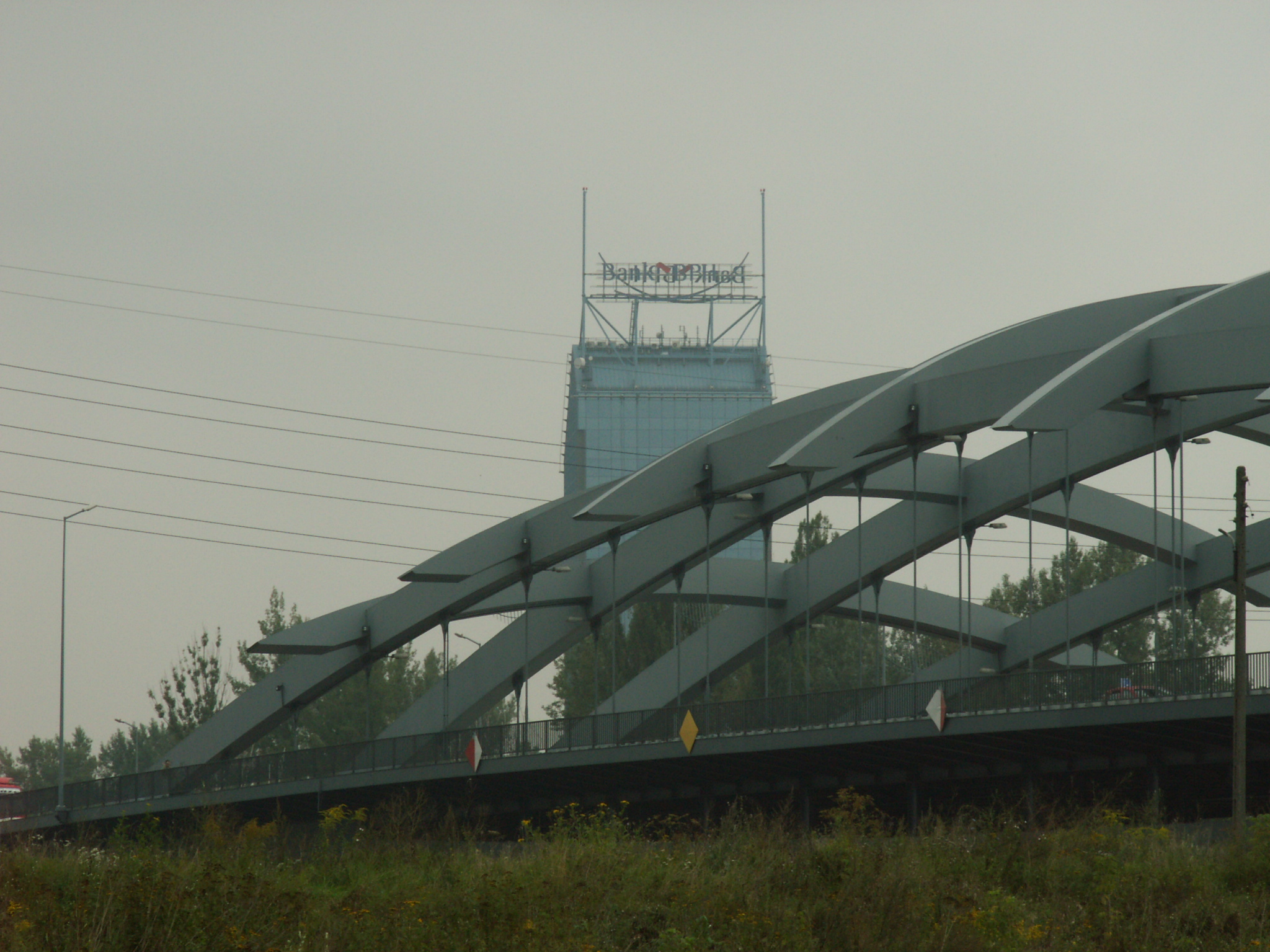
Most Kotlarski, w tle Błękitek
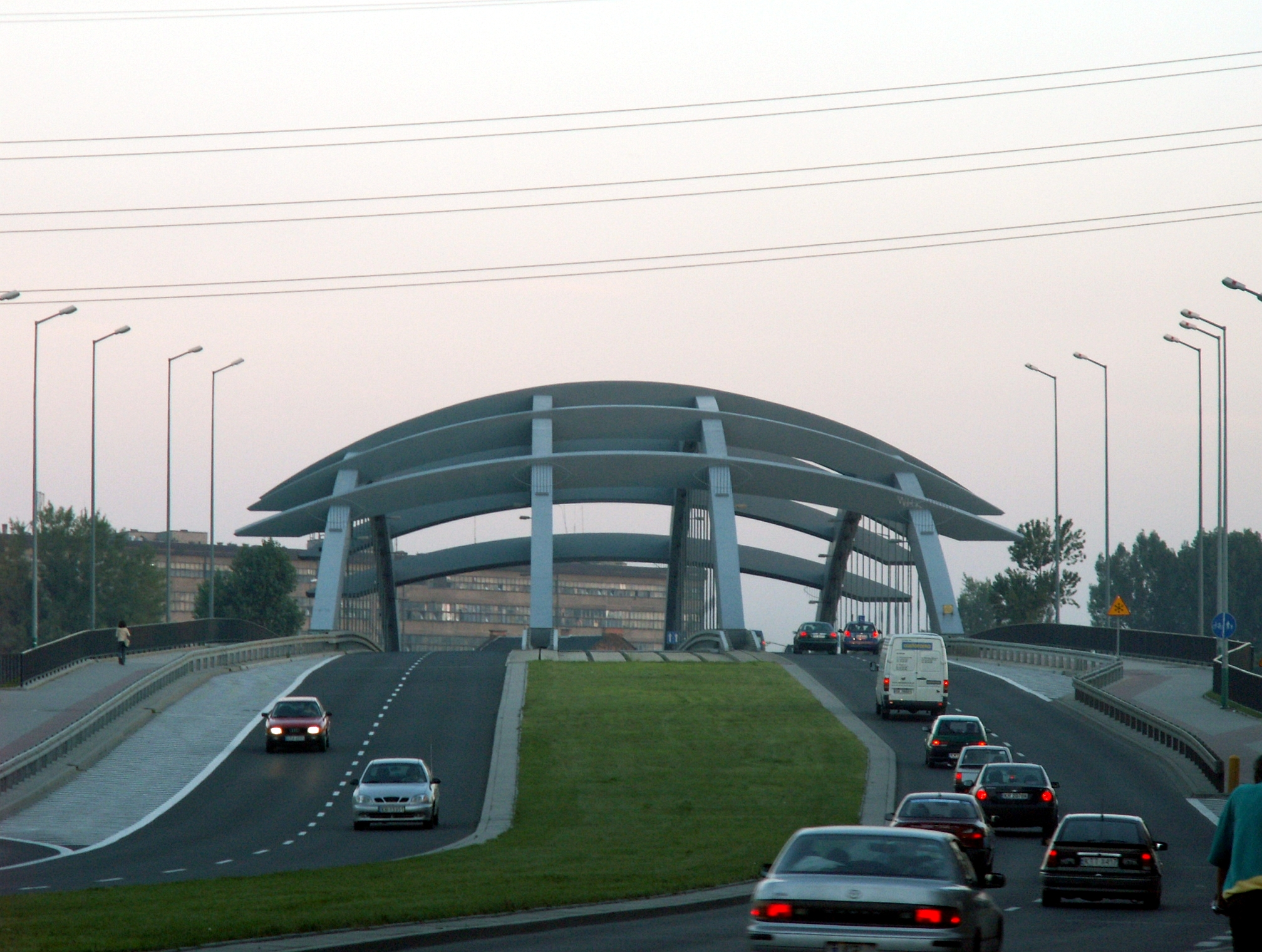
Widok od Alei Pokoju
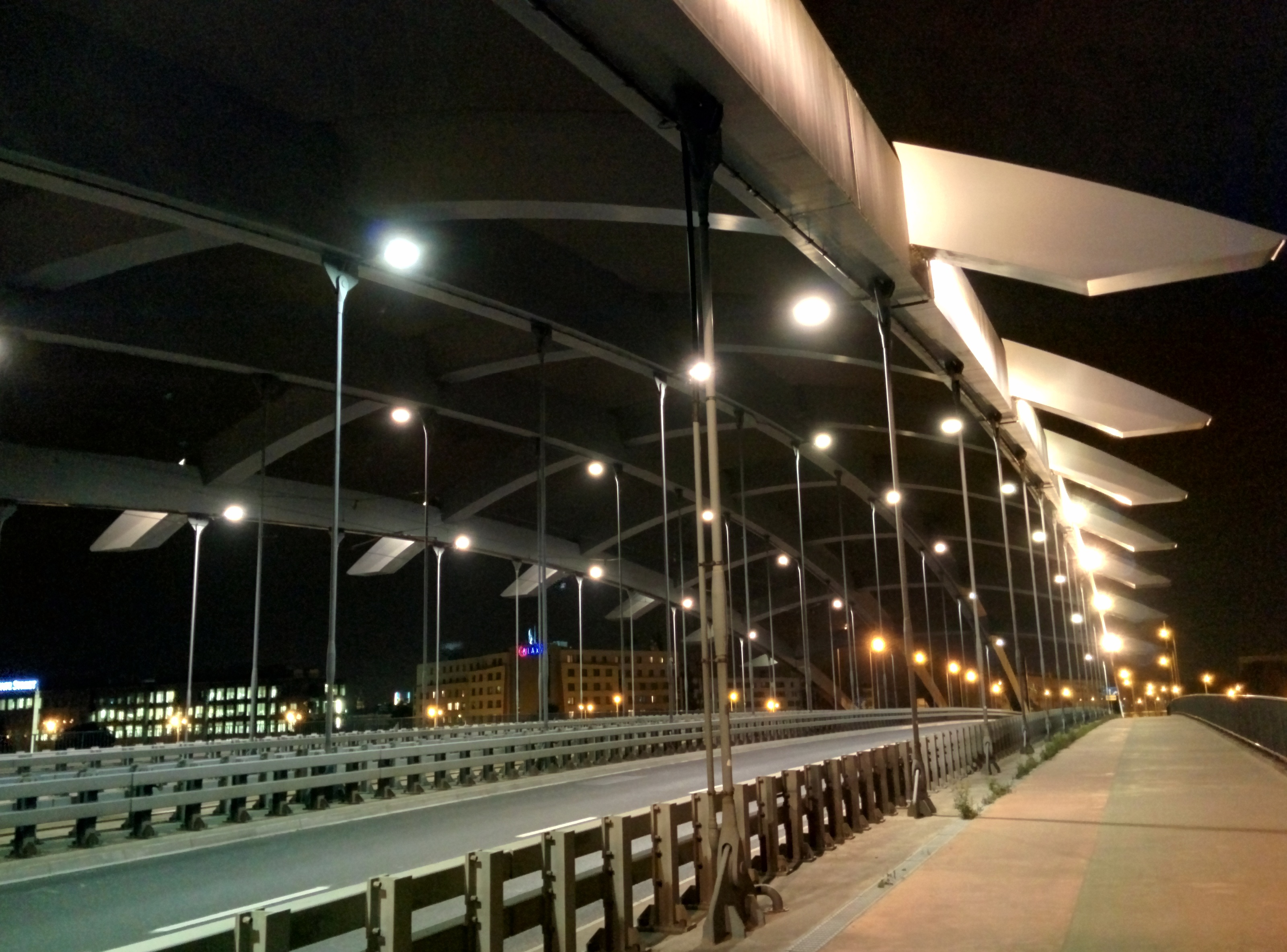
Most Kotlarski, widok na moście w kierunku Ronda Grzegórzeckiego, w tle Galeria Kazimierz